# 알게디
알게디(Algedi)는 염소자리에 있는 안시 이중성이다. 예전부터 부르던 애칭으로는 알기에디, 기에디가 있으며 바이어 명명법에 따르면 염소자리 알파로 읽는다. 이 중 기에디는 다비흐를 부르는 명칭으로도 쓰였다.
이름의 어원은 아랍어로 숫염소를 뜻하는 الجدي(알자디)에서 왔는데, 염소자리 전체를 부르는 말이기도 했다. 중국에서는 우수이(牛宿二)로 불렀다.
알게디는 맨눈으로 볼 때 두 개의 별로 이루어진 안시 이중성으로, 두 별은 우리가 바라보는 방향을 따라 나란히 있어 가까이 있는 것처럼 보일 뿐 실제로는 중력으로 연결되지 않은, 아무 관계없는 사이이다. 따라서 알게디는 다음의 두 항성계로 다시 나눌 수 있다.
- 프리마 기에디. 바이어 명명법으로는 염소자리 알파1로 읽는다.
- 세쿤다 기에디. 바이어 명명법으로는 염소자리 알파2로 읽는다.

이들 둘은 밤하늘에서 0.11도 떨어져 있는데, 옛날에는 미자르와 알코르처럼 이 둘을 구별해서 볼 수 있을 경우 시력이 매우 좋음을 뜻했다.

## 참고 문헌
- (영어) 짐 케일러-알게디

1. ↑  가을철 별자리 2007-08-27 작성. 2009-05-29 확인. 경인일보.